# Wadada Leo Smith
Wadada Leo Smith (Leland, 1941. december 18. –) amerikai dzsessztrombitás, multi-instrumentalista. Zenetudós. A chicagói avantgárd egyik legfontosabb trombitása. Zenei megújulást szerzett az afroamerikai hagyományok szellemében. Folyamatosan azon dolgozik, hogy összekapcsolja a zeneelméleti kutatásait a sokoldalú játékával.

## Pályakép
Mostohaapjától, a bluesénekes-gitárostól, Alex „Little Bill” Wallace-től kapta első zongoraóráit. A középiskolában tanult meg trombitálni, majd 1963-ban a katonai szolgálata alatt folytatta zenei tanulmányait. Kezdetben dobokon, mellofonon és kürtön játszott, majd a trombita lett a fő hangszere.
Rhythm and blues zenekarokban játszott.
1967-ben Chicagóba költözött, ahol Leroy Jenkinsszel és Anthony Braxtonnal megalapította a Creative Construction Company triót. Az 1970-es évek elején megalakította a New Dalta Ahkri zenekart, amelyben vele Henry Threadgill, Anthony Davis és Oliver Lake játszottak.
Az 1970-es években etnomuzikológiát tanult a Wesleyan Egyetemen. Ott saját koncepciókat dolgozott ki szólóelőadásokhoz és irányította a kollektív improvizációkat, és a hangszer szókincsét az elvont, szokatlan hangszínekre.
ismét játszott Anthony Braxtonnal, de felvett darabokat a Derek Bailey's Company-val és Gunter Hampellel is. 1979-től 1982-ig trióban játszott Peter Kowalddal és Günter Baby Sommerrel. 1983-ban a "The Blue Mountain's Sun Drummer" című albumot Ed Blackwellel hozta létre.
- Az 1980-as évek közepén Smith rastafari lett, és akkor vette fel a „Wadada” nevet.

1990 körül rendszeresen játszott New Yorkban Jeanne Lee-vel. Az általa elektronikusan is használt trombita és kürt mellett Smith más kultúrák hangszereit is használja, mint például a kalimbát, a ghánai bambuszfuvolát és a kotót.
1998-ban Smith kiadta a „Yo, Miles!” című albumot Henry Kaiser gitárossal, tisztelgésként Miles Davis előtt. Élőben ezt a tiszteletadást a Rova Saxophone Quartet zenészeivel is előadták.
2005 novembere óta Baby Sommerrel játszik, általában duóban. 2011 őszén Los Angelesben mutatták be „Ten Freedom Summers” című művét. Őt lehet hallani Satoko Fujii Hyaku: „One Hundred Dreams” című albumán is (2022).
Smith oktatói tevékenysége 1975/76-ban kezdődött a New Haven-i Egyetemen, és 1993-ban a Woodstock-i Kreatív Zenei Stúdióban (New York) (1975-1978) és a Bard College-ban (1987-1993). A California Institute of the Artson Dizzy Gillespie-t követte.

## Albumok
- MusicBrainz

## Díjak
- 1981: trombitásként megnyerte a Down Beat kritikusainak díja
- 2013: a Pulitzer-díj a Ten Freedom Summers albumért

## Fordítás
Ez a szócikk részben vagy egészben  a   Wadada Leo Smith című német Wikipédia-szócikk ezen változatának fordításán alapul.  Az eredeti cikk szerkesztőit annak laptörténete sorolja fel. Ez a jelzés csupán a megfogalmazás eredetét és a szerzői jogokat jelzi, nem szolgál a cikkben szereplő információk forrásmegjelöléseként.